# Влада Богољуба Јевтића
Влада Богољуба Јевтића је била влада Краљевине Југославије од 20. децембра 1934. до 24. јуна 1935. године.

## Чланови владе
| Функција                                                     | Слика             | Име и презиме      | Детаљи          |
| ------------------------------------------------------------ | ----------------- | ------------------ | --------------- |
| Председник Министарског савета и Министар иностраних послова |                   | Богољуб Јевтић     |                 |
| Министар војске и морнарице                                  |                   | Петар Живковић     |                 |
| Министар унутрашњих послова                                  |                   | Велимир Поповић    |                 |
| Министар правде                                              |                   | Драгутин С. Којић  |                 |
| Министар просвете                                            |                   | Стеван Ћирић       | до 19. 6. 1935. |
| Министар просвете                                            | Драго Марушич     |                    |                 |
| Министар финансија                                           |                   | Милан Стојадиновић |                 |
| Министар грађевина                                           |                   | Марко Кожуљ        |                 |
| Министар трговине и индустрије                               |                   | Милан Врбанић      |                 |
| Министар пољопривреде                                        |                   | Драгутин Јанковић  |                 |
| Министар шума и рудника                                      |                   | Светислав Поповић  |                 |
| Министар саобраћаја                                          |                   | Димитрије Вујић    |                 |
| Министар социјалне политике и народног здравља               |                   | Драго Марушич      | до 19. 6. 1935. |
| Министар социјалне политике и народног здравља               | Авдо Хасанбеговић |                    |                 |
| Министар за физичко васпитање народа                         |                   | Људевит Ауер       |                 |
| Министар без портфеља                                        |                   | Авдо Хасанбеговић  | до 19. 6. 1935. |